# 約翰·特魯比
約翰· 特魯比（1952年—），約翰·特魯比作家工作室（John Truby's Writer's Studio）的創辦人，是一名編劇、導演和電影寫作老師，好萊塢知名的故事寫作顧問。
他在多家機構擔任故事寫作顧問和「劇本醫師」（script doctor），包括索尼影業、華特迪士尼影視製作公司、福斯娛樂集團，HBO及BBC等，他「診斷」過的電影、情境喜劇、電視劇劇本超過一千八百部。